# Oldřich Svojanovský
Oldřich Svojanovský (9 de marzo de 1946) es un deportista checoslovaco que compitió en remo. Es hermano del también remero Pavel Svojanovský.
Participó en tres Juegos Olímpicos de Verano entre los años 1968 y 1976, obteniendo dos medallas, plata en Múnich 1972 y bronce en Montreal 1976. Ganó una medalla de bronce en el Campeonato Mundial de Remo de 1974 y dos medallas en el Campeonato Europeo de Remo, oro en 1969 y plata en 1971.

## Palmarés internacional
| Juegos Olímpicos   | Juegos Olímpicos       | Juegos Olímpicos  | Juegos Olímpicos |
| Año                | Lugar                  | Medalla           | Prueba           |
| ------------------ | ---------------------- | ----------------- | ---------------- |
| 1972               | Múnich (RFA)           | Medalla de plata  | Dos con timonel  |
| 1976               | Montreal (Canadá)      | Medalla de bronce | Dos con timonel  |
| Campeonato Mundial |                        |                   |                  |
| Año                | Lugar                  | Medalla           | Prueba           |
| 1974               | Lucerna (Suiza)        | Medalla de bronce | Dos con timonel  |
| Campeonato Europeo |                        |                   |                  |
| Año                | Lugar                  | Medalla           | Prueba           |
| 1969               | Klagenfurt (Austria)   | Medalla de oro    | Dos con timonel  |
| 1971               | Copenhague (Dinamarca) | Medalla de plata  | Dos con timonel  |